# Barco torpedeiro

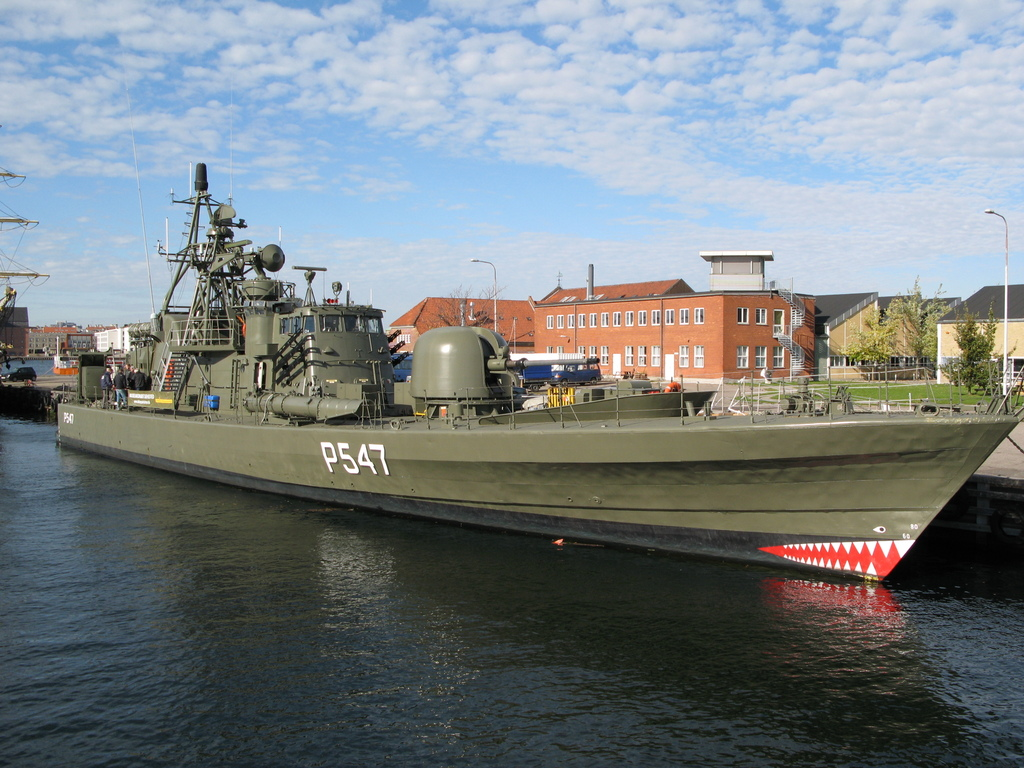
Moderno torpedeiro dinamarquês Sehested.

Um barco torpedeiro ou, simplesmente, torpedeiro é um embarcação de guerra relativamente pequena e rápida, concebida especialmente para lançar torpedos contra navios de maiores dimensões.
Conforme o utilizador, o tipo e a dimensão do torpedeiro, o mesmo pode também ser classificado como: canhoneira torpedeira, lancha torpedeira, vedeta torpedeira, etc.
Os primeiros torpedeiros foram projetados para abalroar os navios inimigos com um torpedo explosivo colocado no extremo de uma haste. Os torpedeiros posteriores passaram a utilizar torpedos automóveis, lançados à distância. Os alvos principais, deste tipo de embarcação, eram os couraçados e outros grandes navios, lentos e muito bem armados, que eram vítimas fáceis perante a velocidade e agilidade dos torpedeiros.
O torpedo, como hoje o conhecemos, foi inventado em 1860, pelo croata Ivan Blaz Lupis, oficial da marinha do Império Austro-Húngaro. O seu projeto foi aperfeiçoado, em conjunto com o engenheiro inglês Robert Whitehead, e apresentado, oficialmente, em 1866.

## Torpedeiros de torpedos de haste

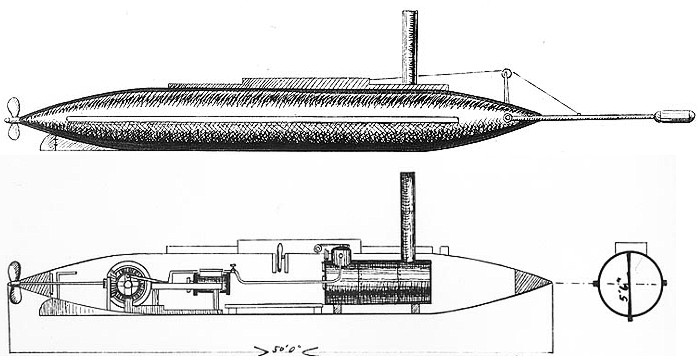
Esquemas do torpedeiro CSS David - 1863.

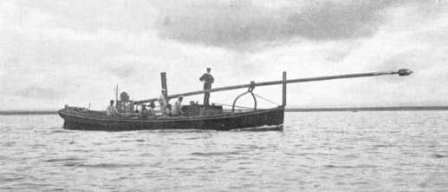
Torpedeiro de haste do século XIX.

A Guerra Civil Americana assistiu ao aparecimento de uma série de inovações na guerra naval, incluindo os primeiros torpedeiros, armados com torpedos de haste. Em 1861, o presidente Abraham Lincoln ordenou um bloqueio naval aos portos dos Estados Confederados da América, no sentido de evitar que os sulistas rebeldes obtivessem material de guerra no exterior. Como os sulistas não dispunham dos meios para construir uma esquadra naval capaz de fazer frente à marinha federal, adoptaram a estratégia de desenvolver torpedeiros, embarcações pequenas e rápidas concebidas para atacar os navios de guerra federais, como forma de furar o bloqueio.
O CSS David , lançado em 1863, e subsequentes embarcações da mesma classe eram torpedeiros de propulsão a vapor com um casco parcialmente fechado. Não eram verdadeiros submarinos, mas eram semi-submersíveis já que, com balastro, apenas a chaminé e uma reduzida parte do casco permaneciam acima da linha de água. Numa noite escura e queimando carvão de antracite, sem fumo, estes torpedeiros eram virtualmente invisíveis. O David foi batizado em honra da personagem bíblica que enfrentou o gigante Golias.
O CSS Squib foi o primeiro de outra classe de torpedeiros confederados. Este tipo de embarcação também era de baixo bordo, mas, ao contrário do David, dispunha de um convés aberto e não dispunha de balastro.
Os torpedeiros confederados estavam armados com torpedos de haste. Estes consistiam numa carga de pólvora dentro de uma caixa estanque, montada no extremo de uma longa haste cujo outro extremo estava fixo à proa do torpedeiro, abaixo da linha de água. O torpedeiro atacava através do abalroamento do alvo pretendido, que fazia com que o torpedo ficasse preso ao navio inimigo por intermédio de uma farpa instalada na sua frente. O torpedeiro recuaria, então, para uma distância segura e, depois, detonaria o torpedo, normalmente, através de uma longa corda ligada ao gatilho.
Em termos gerais, os torpedeiros confederados não obtiveram muito sucesso. Os seus baixos bordos tornavam-nos susceptíveis de se afundarem no alto mar e de terem as suas caldeiras apagadas pela chuva de água provocada pelas explosões dos seus próprios torpedos. Também foram comuns as falhas dos seus torpedos.
Ainda em 1863, o submarino Hunley da marinha confederada, afundou o USS Housatonic da União. Este foi o primeiro submarino a afundar com sucesso um navio de guerra inimigo.
Em 1864 o oficial da marinha federal William Cushing adaptou uma lancha a vapor, instalando-lhe um torpedo de haste, para atacar o couraçado confederado CSS Albermarle. Também, naquele ano, a União lançou o USS Spuyten Duvyl, uma embarcação propositadamente construída, incorporando um certo número de inovações tecnológicas incluindo um balastro variável e uma haste recarregável de torpedo.

## Torpedeiros de torpedos automóveis

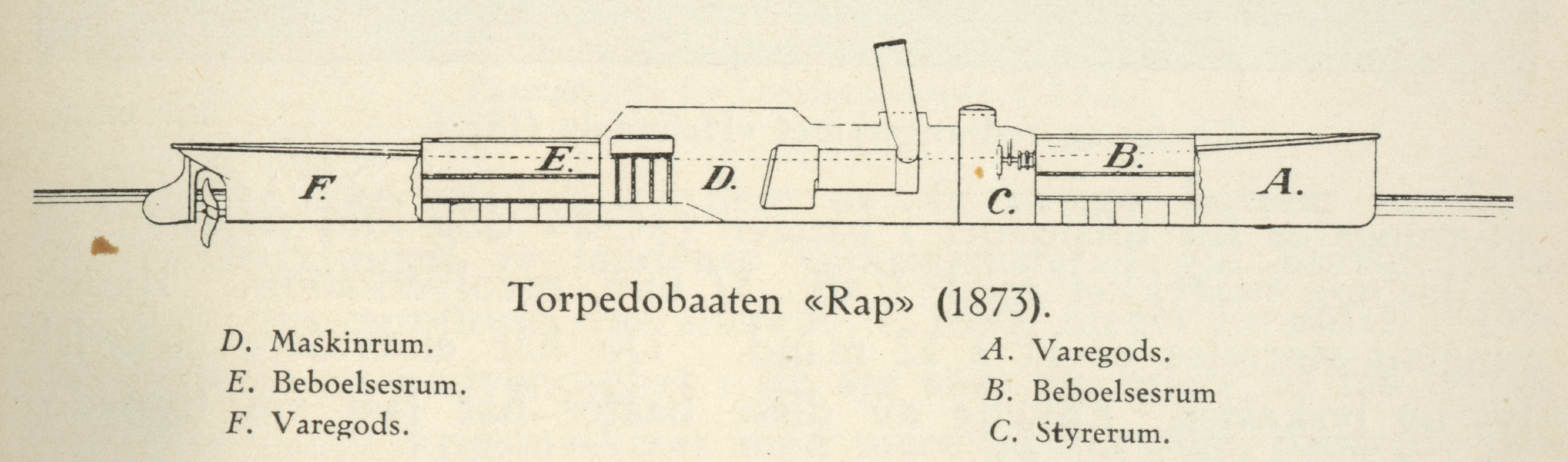
Esquema torpedeiro norueguês Rap - 1873.

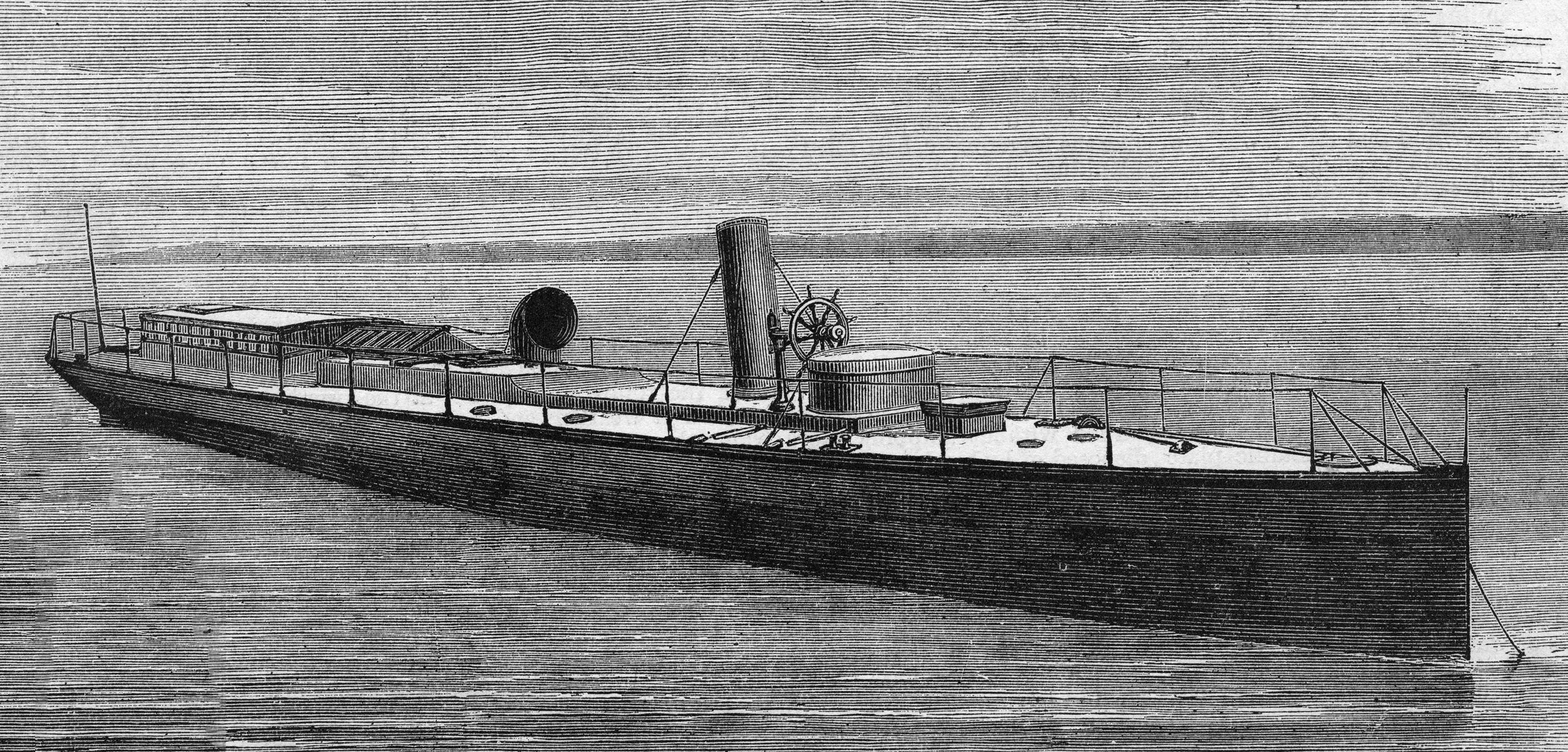
Torpedeiro HMS Lightning - 1877.

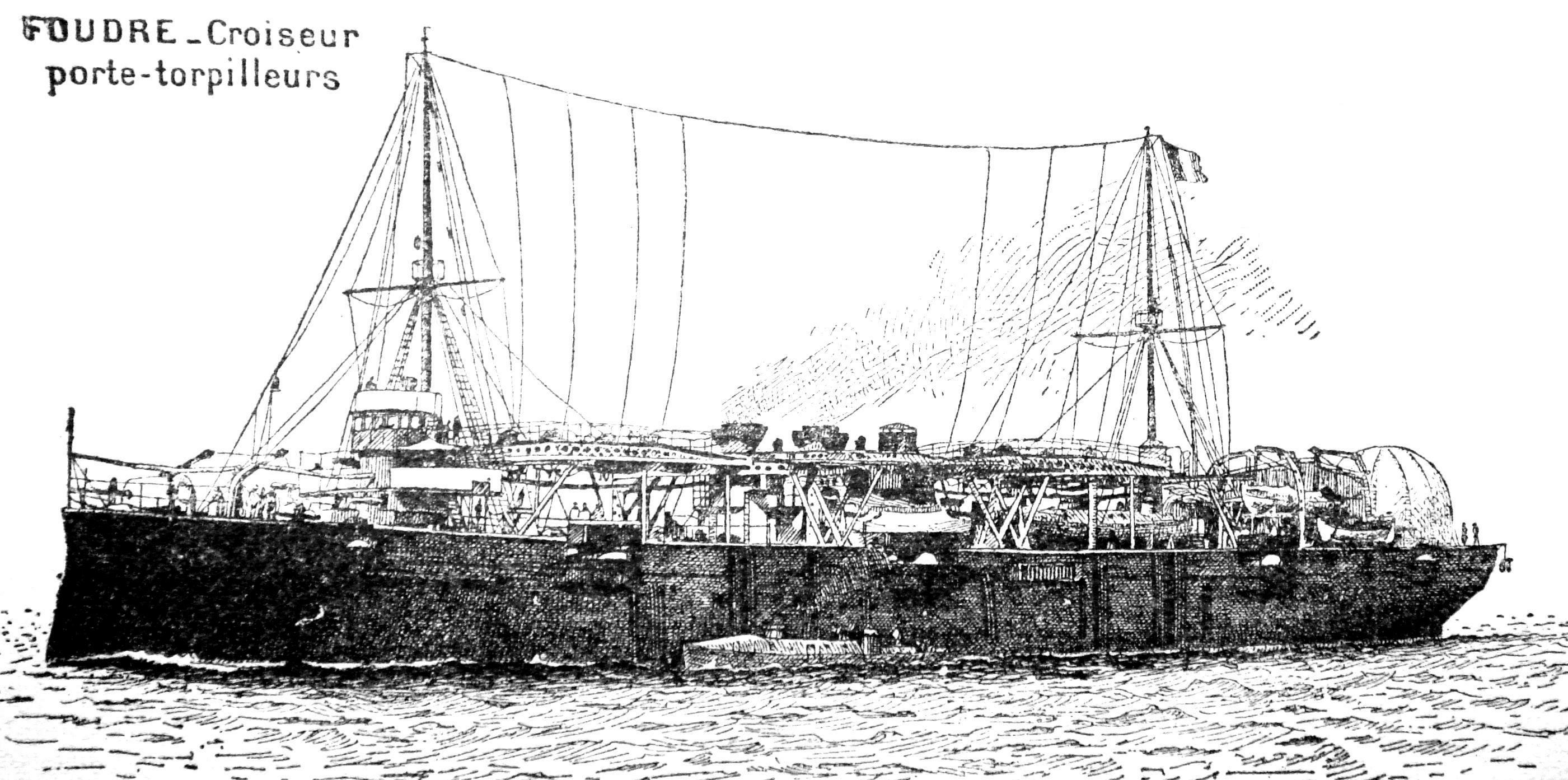
Porta-torpedeiros francês Foudre - 1896.

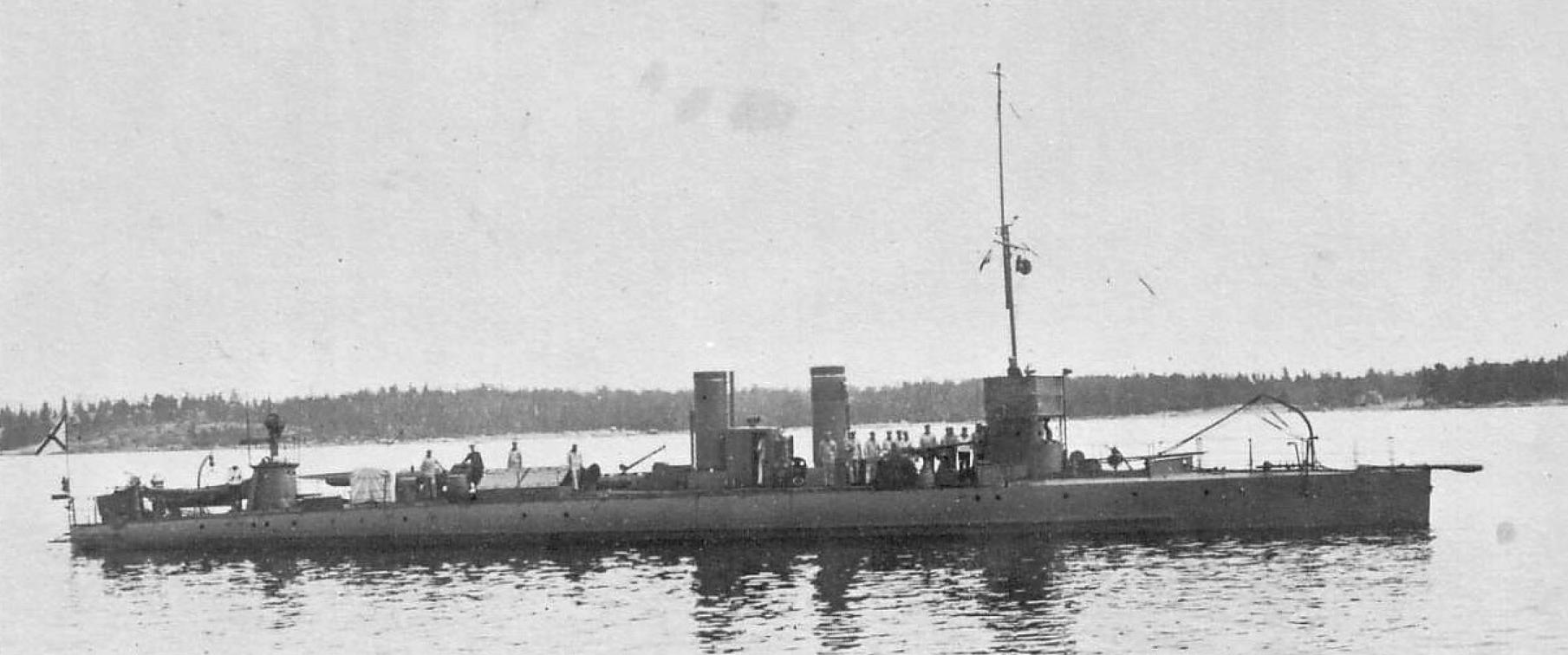
Torpedeiro russo Nº 214 - 1901.

Os primeiros protótipos do torpedo automóvel - hoje, chamado, simplesmente, "torpedo" - foram criados por Ivan Luppis, um oficial da marinha austríaca, originário de Fiume (atualmente Rijeka na Croácia) então, um importante porto e base naval do Império Austro-Húngaro. Em 1860, ele apresentou o salvacoste (salva-costas), uma arma flutuante, dirigida por cordas, a partir de terra. Este projeto não foi adotado pela marinha. Entretanto, Luppis conheceu Robert Whitehead, um engenheiro inglês, gerente de uma fábrica em Fiume e, em 1864, estabeleceu um contrato com este, de modo poder aperfeiçoar a sua invenção. O resultado foi uma arma submarina batizada de Minenschiff (literalmente: "navio mina", em Alemão). A Minenschiff foi o primeiro torpedo verdadeiramente autopropulsado, oficialmente apresentado a 21 de dezembro de 1866.
Durante a década de 1880, os navios de linha à vela e em madeira foram, definitivamente, substituídos pelos couraçados, grandes navios a vapor, pesadamente armados e protegidos por uma forte blindagem. O seu desenvolvimento culminou, em 1906, com o lançamento do HMS Dreadnought, um couraçado armado apenas com peças de artilharia de grande calibre. O elevado peso da blindagem destes navios, tornou-os lentos. Por outro lado, a penetração da sua blindagem, só poderia ser feita por projéteis disparados por peças de grande calibre, que dispunham de uma rapidez de tiro muito baixa.
A introdução do torpedo provocou o aparecimento de uma arma que poderia danificar seriamente ou, mesmo, afundar, qualquer couraçado. O torpedo permitiu, assim, o desenvolvimento de um tipo de embarcação, pequena e rápida, que poderia atacar um couraçado, a um custo reduzido.
A primeira embarcação projetada, para disparar o torpedo automóvel foi o HMS Lightning, lançado em 1877, pela Royal Navy. Logo em 1878, os Franceses lançaram o Torpilleur Nº 1, o primeiro dos chamados "torpedeiros numerados", que havia sido encomendado ainda em 1875. O torpedeiro norueguês Rap tinha sido lançado em 1873, mas só foi armado com o torpedo automóvel em 1879, já que, antes, estava preparado para lançar torpedos rebocáveis.
No final do século XIX, muitas marinhas começaram a incorporar torpedeiros, normalmente, com entre 30 m a 50 m de comprimento, armadas com até três lançadores de torpedos e com armas ligeiras. Eram propulsados por uma máquina a vapor, atingindo uma velocidade de 20 a 30 nós. Eram embarcações, relativamente, económicas, que poderiam ser compradas em grande quantidade, permitindo um ataque em massa a esquadras de grandes navios. A perda, hipotética, de uma flotilha inteira de torpedeiros, seria mais do que compensada pelo afundamento de um único couraçado principal inimigo.
O problema da pouca autonomia e limitada capacidade oceânica dos torpedeiros foi minorizado, por algumas marinhas, através do desenvolvimento de navios porta-torpedeiros. Cada porta-torpedeiros podia carregar a bordo um grupo de torpedeiros, levando-os para o alto mar, muito para lá da sua autonomia, e lançá-los ao alcance do alvo. Como uma autêntica base móvel, o porta-torpedeiros permitia também dar todo o apoio aos seus torpedeiros, em termos de manutenção, de abastecimento e de alojamento adequado para as tripulações. Os primeiros porta-torpedeiros resultaram da transformação de navios mercantes, requisitados pela marinha da Rússia, em 1877 para a Guerra Russo-Turca. Em 1878, os Britânicos lançaram o HMS Hecla, primeiro porta-torpedeiros projetado de origem. O conceito de porta-torpedeiros, seria, mais tarde aplicado aos aviões. Assim, o porta-torpedeiros francês Foudre, lançado em 1896, viria a ser transformado no primeiro porta-aviões do mundo, em 1911.
O primeiro lançamento, registado, de torpedos automóveis numa ação real de combate, ocorreu a 16 de janeiro de 1877, quando torpedeiros russos, lançados de um porta-torpedeiros, às ordens do almirante Stepan Makarov, atacaram o navio turco Intibah no decurso da Guerra Russo-Turca de 1877-1878.
Já o primeiro afundamento de um navio importante, por um torpedeiro, ocorreu na noite de 23 de abril em 1891, durante a Guerra Civil Chilena, quando o couraçado constitucionalista Blanco Encalada, estando ancorado, foi atingido por um torpedo lançado pelo torpedeiro presidencialista Almirante Lynch, afundando-se, com a sua tripulação de 300 homens, em poucos minutos.
Durante a Primeira Guerra Mundial, os torpedeiros seriam responsáveis pelo afundamento do couraçado britânico HMS Goliath e dos couraçados austro-húngaros SMS Wien e SMS Szent István.

## Contratorpedeiros

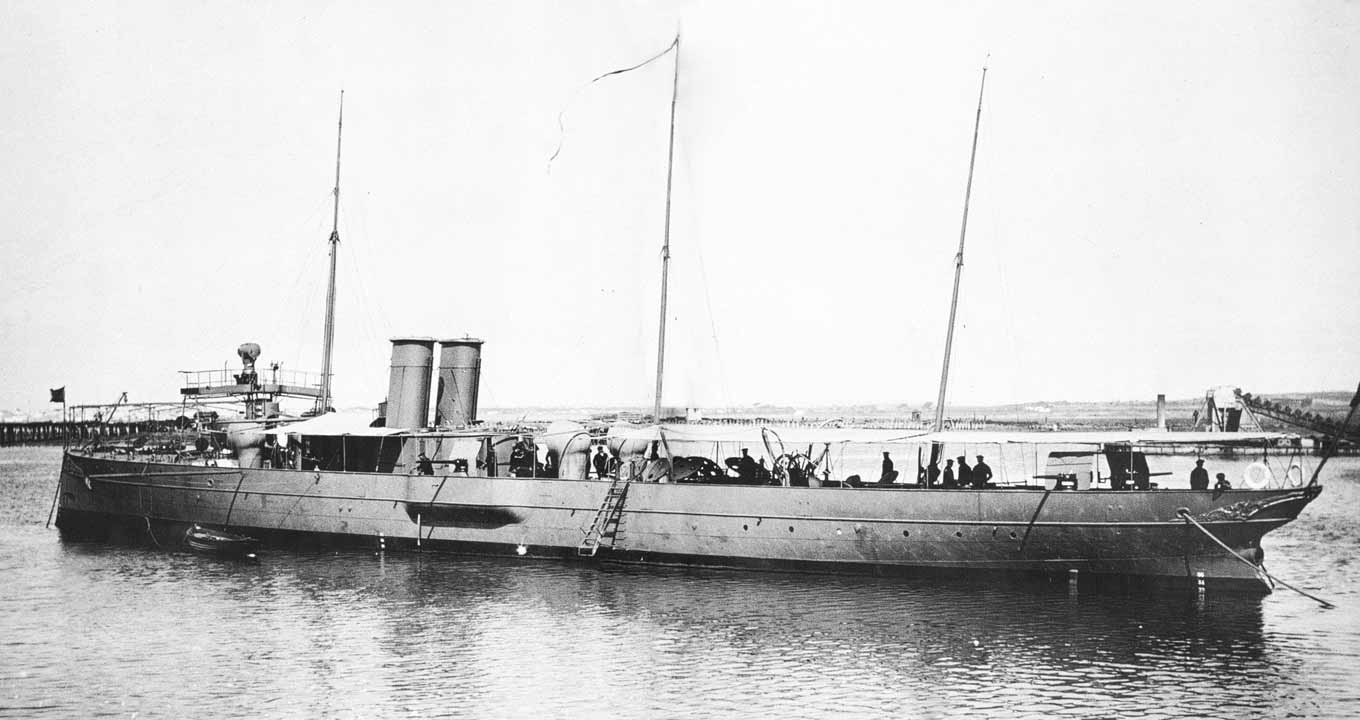
Contratorpedeiro espanhol Destructor - 1886.

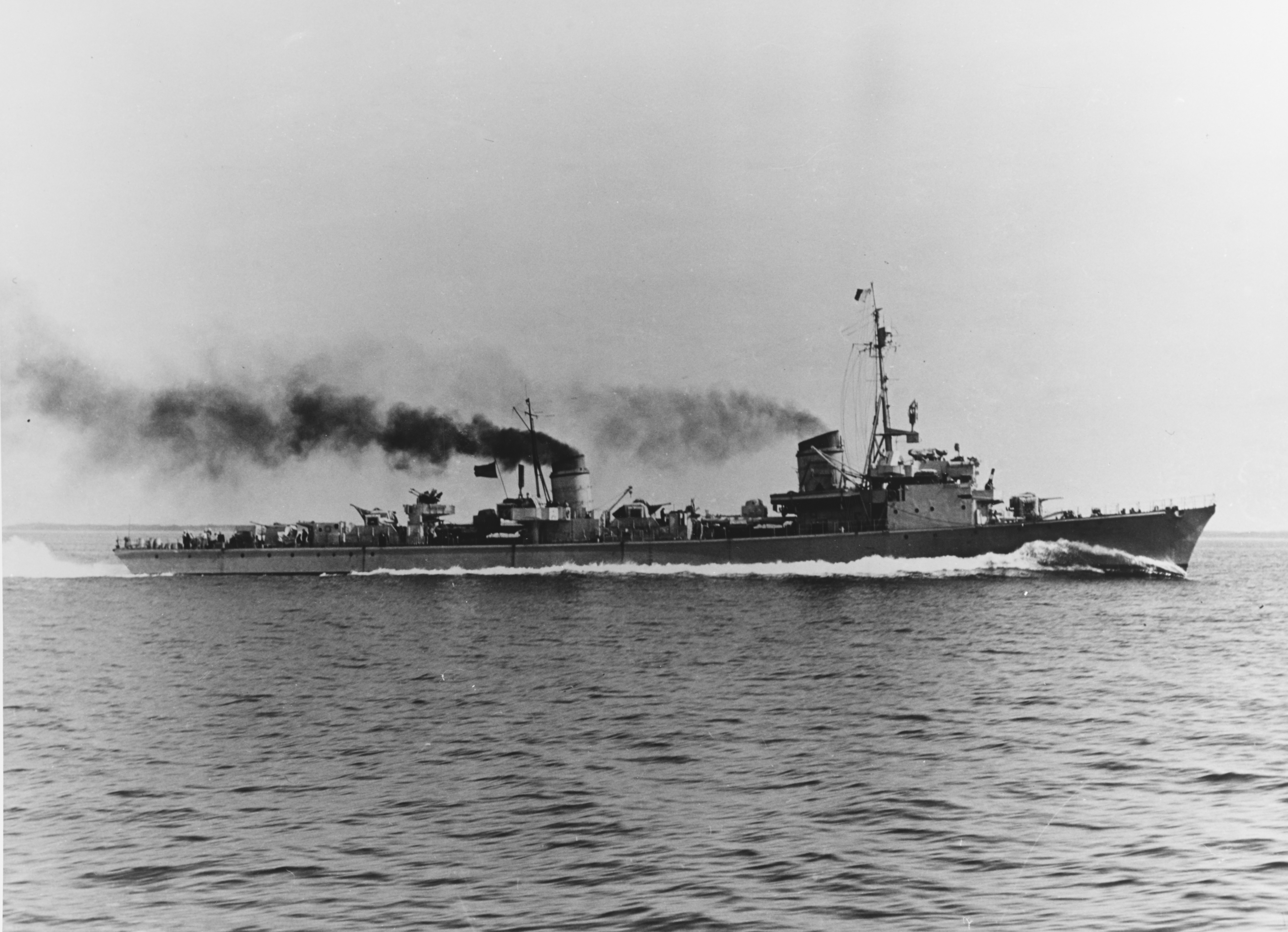
Torpedeiro de frota alemão T 35 - 1939.

A introdução do torpedeiro provocou uma grande agitação nas marinhas de todo o mundo, levando à instalação, a bordo dos principais navios de guerra, de armas de menor calibre, mas de tiro rápido, para proteção contra a nova ameaça. Ao mesmo tempo começaram os trabalhos de desenvolvimento de pequenas embarcações destinadas, especificamente, a combater os torpedeiros. Eventualmente, na década de 1880, foi criada um novo tipo de navio, o contratorpedeiro. O primeiro contratorpedeiro do mundo foi o espanhol Destructor, desenhado por Fernando Villaamil e lançado em 1886. Este navio era, essencialmente, uma canhoneira de 58 m de comprimento e 350 t, capaz de atingir os 22,5 nós e armada com peças de tiro rápido, metralhadoras e dois tubos lança-torpedos. Os projetos posteriores, de contratorpedeiros, serão baseados, não em canhoneiras mas, nos próprios torpedeiros, aumentando-se o seu deslocamento e melhorando-se a sua capacidade oceânica. Serão assim o japonês Kotaca, lançado em 1887 e o britânico HMS Havoc, lançado em 1892.
Os contratorpedeiros tornaram-se tão mais úteis, com melhores capacidades oceânica e outras que os torpedeiros, que acabaram por substituir a maioria das embarcações deste tipo. Contudo, o Tratado Naval de Londres, a seguir à Primeira Guerra Mundial limitou a tonelagem dos maiores navios de guerra, mas não impôs limites às embarcações com menos de 600 t. As marinhas da França, Itália, Japão e Alemanha desenvolveram torpedeiros com base naquele deslocamento, com um comprimento entre os 70 m e os 100 m, armados com duas ou três peças de cerca de 100 mm e com lança-torpedos. A destinção entre torpedeiros e contratorpedeiros torna-se ténue. Por exemplo, os contratorpedeiros noruegueses da Classe Sleipner têm, de facto, um tamanho de torpedeiro, enquanto que os torpedeiros italianos da Classe Spica têm, de facto, um tamanho de contratorpedeiro. Depois da Segunda Guerra Mundial, os navios deste tipo serão incluídos na classificação de corveta.
A Kriegsmarine alemã classificava como torpedeiros (Torpedoboote, com o prefixo T nos seus números de amura) os seus pequenos contratorpedeiros com cerca de 1000 t de deslocamento e capacidade oceânica. As classes de Torpedoboote projetadas em meados da década de 1930, como a Tipo 35, estavam armadas com poucas peças de artilharia, baseando-se quase, inteiramente, nos seus torpedos. Verificou-se, contudo, que isto era inadequado em combate, resultando na construção dos torpedeiros de frota (Flottentorpedoboote) que eram, significativamente, maiores, com até 1700 t de deslocamento. Esta classe de navios alemães poderia ser altamente eficiente, como foi demonstrado com o afundamento do cruzador HMS Charybis, em 23 de outubro de 1943, por uma salva de torpedos lançada pelos torpedeiros alemães T 23 e T 27.

## Torpedeiros rápidos

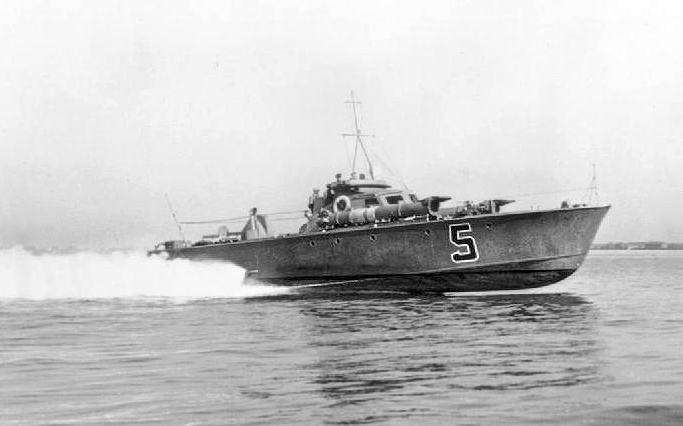
Torpedeiro britânico MTB 5 - 1936.

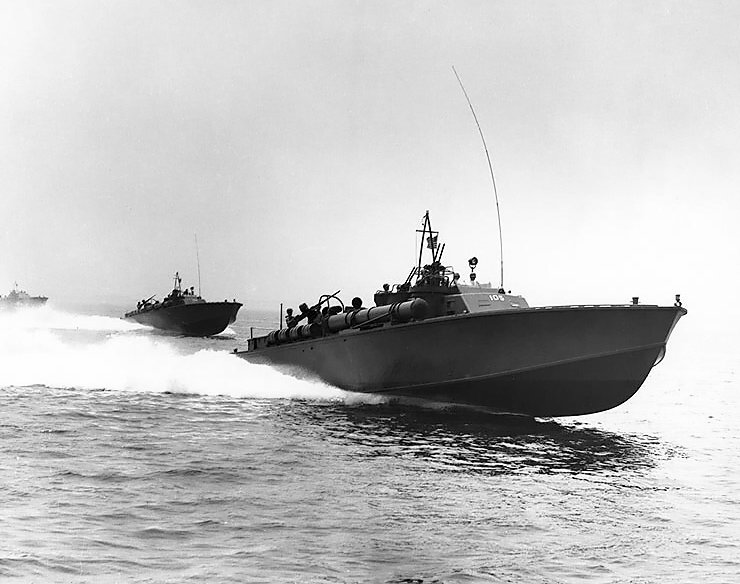
Torpedeiro norte-americano PT 105 - 1942.

Antes da Primeira Guerra Mundial, eram usados torpedeiros a vapor, que se tinham vindo a tornar maiores e mais bem armados. O motor de combustão interna gerava muito mais potência, para o mesmo peso e tamanho, que as máquinas a vapor, permitindo o desenvolvimento de um novo tipo de embarcações pequenas e rápidas. Estes motores potentes permitiam o aproveitamento de projetos de cascos hidroplanadores, capazes de permitir uma velocidade muito superior, sob as adequadas condições do mar, à dos cascos tradicionais.
O resultado foi um pequeno torpedeiro com 15 m a 30 m de comprimento, atingindo uma velocidade de 30 a 50 nós, armado com dois a quatro torpedos em lançadores fixos e com várias metralhadoras. Este tipo de torpedeiros manteve a sua eficácia durante a Segunda Guerra Mundial. Eram deste tipo os torpedeiros britânicos MTB (motor torpedo boats), os alemães S-Boote (Schnellboote, designados E-boats pelos Britânicos), os italianos MAS (motoscafo armato silurante) e os norte-americanos PT (patrol torpedo boats).
Uma clássica ação de torpedeiros rápidos decorreu no canal da Mancha, em fevereiro de 1942 quando uma força alemã de 26 S-Boote - além de 14 Torpedoboote e seis contratorpedeiros - defendeu os cruzadores de batalha Scharnhorst e Gneisenau e o cruzador pesado Prinz Eugen, contra um maciço ataque britânico, levado a cabo por 32 MTB - além de nove fragatas e contratorpedeiros. Os torpedeiros alemães conseguiram repelir os britânicos, permitindo a passagem dos seus navios pesados, ainda que os mesmos tenham sofrido danos.
Durante a Segunda Guerra Mundial, os torpedeiros tornaram-se, seriamente, limitados, pelo aumento da velocidade das esquadras. Apesar de ainda disporem de vantagem, em termos de velocidade, os torpedeiros só poderiam alcançar os navios maiores, ao navegarem a velocidades muito elevadas durante distâncias curtas, como pôde ser desmonstrado pelo combate do canal da Mancha de 1942. Além disso, os torpedeiros passaram a estar sob uma séria ameaça, com o aumento da utilização de aeronaves de patrulha, que poderiam afundar um torpedeiro, antes do mesmo poder atacar os seus alvos.
A Marinha dos EUA empregou os seus PT no Pacífico Sul, durante a Segunda Guerra Mundial. Os PT eram embarcações rápidas de madeira, usadas em muitas missões, além daquela para que foram, originalmente projetados: o ataque com torpedos. Desempenharam missões de reconhecimento, transporte, comunicações, busca e salvamento e lançamento de fumos de camuflagem. Nas ações da esquadra, os PT operavam em pequenos grupos ou, mesmo, isoladamente, no flagelamento das linhas de abastecimento inimigas. Quando, mais tarde, começaram a diminuir os navios grandes que poderiam ser atacados, em muitos PT foi retirada parte ou a totalidade dos seus tubos lança-torpedos, que foram substituídos por armas ligeiras adicionais, mais uteis no ataque a embarcações costeiras de abastecimento inimigas, provocando o isolamento das ilhas em poder dos Japoneses ao impedir-lhes o reabastecimento, reforço ou evacuação.
O navio mais significativo afundado por torpedeiros rápidos, durante a Segunda Guerra Mundial, foi o cruzador britânico HMS Manchester, no Mediterrâneo, vítima de um ataque dos MAS italianos MS 16 e MS 21 a 13 de agosto de 1942.

## Embarcações de ataque rápido modernas

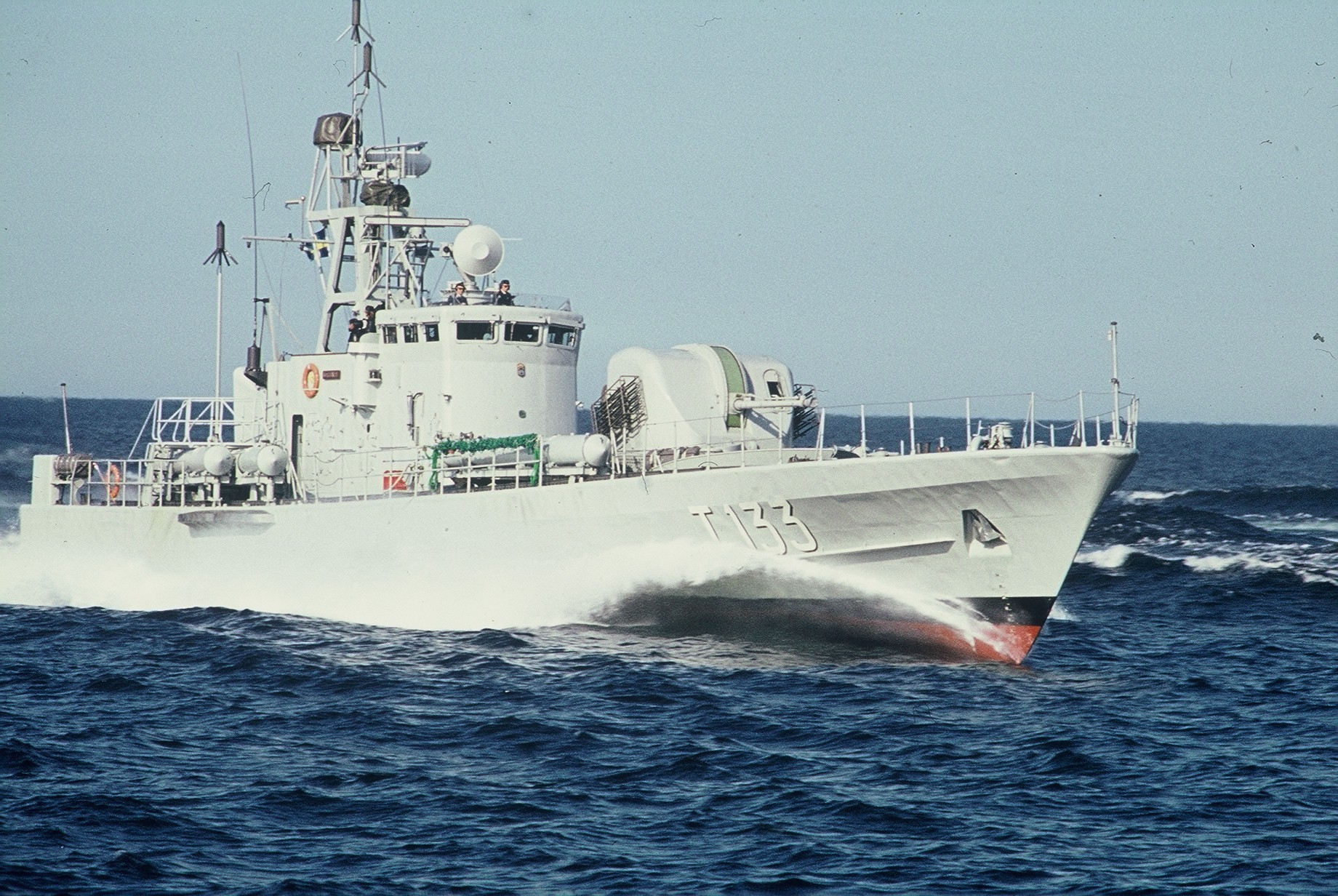
Torpedeiro sueco Norrtälje - 1973.

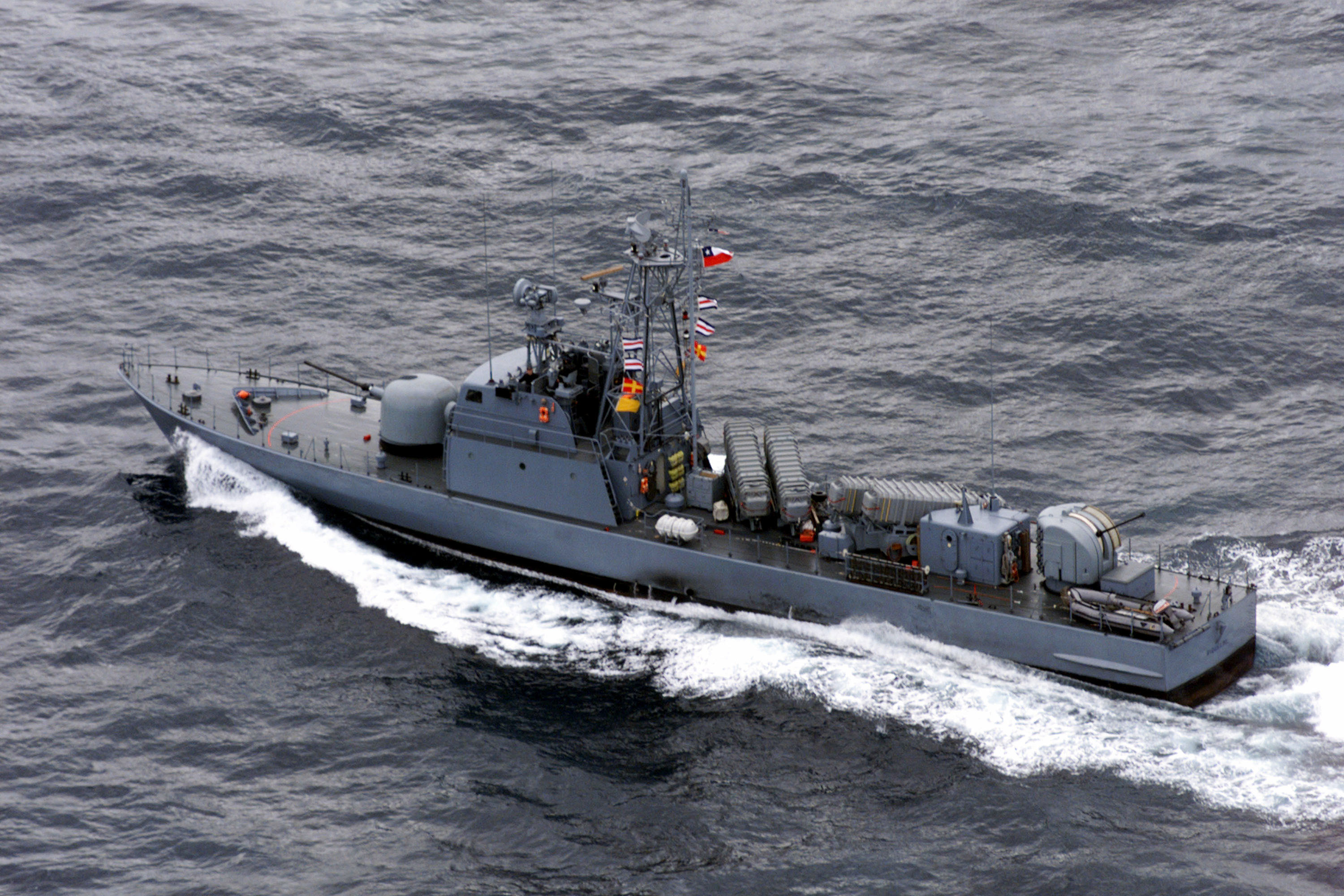
Embarcação de ataque rápido (lancha missileira) chilena Guardiamarina Riquelme - 1974.

Embarcações de guerra semelhantes a torpedeiros ainda estão, atualmente, em uso, mas armadas com mísseis antinavio com maior alcance, que podem ser usados contra alvos a uma distância de 30 km a 70 km. Isto reduz a necessidade de uma perseguição a alta velocidade e dá às embarcações mais espaço de manobra, durante a aproximação aos seus alvos.
As aeronaves continuam a constituir uma grande ameaça, tornando o uso de embarcações de ataque rápido contra qualquer esquadra com cobertura aérea, num risco muito elevado. A reduzida altura do mastro do radar torna difícil a aquisição e o rastreamento de um alvo, mantendo, ao mesmo tempo, uma distância segura. Como resultado as embarcações de ataque rápido têm vindo a ser substituídas por corvetas, maiores que têm a capacidade de levar mísseis antiaéreos para autodefesa e helicópteros para designar alvos para lá do horizonte.
Apesar dos torpedeiros terem desaparecido da maioria das marinhas do mundo, mantiveram-se, até recentemente, em forças navais a operar em determinados ambientes especiais, nomeadamente no mar Báltico. As águas confinadas e as interferências radio-eletromagnéticas com origem em terra, do Báltico, neutralizavam a vantagem, em termos de alcance, dos mísseis antinavio. Operando próximos da costa, apoiados por cobertura aérea e de radar baseadas em terra e - no caso da marinha norueguesa - escondidos em bases escavadas nos flancos de fiordes, os torpedeiros mantinham-se como um dissuasor económico e viável contra ataques anfíbios.
Em 1972 a Suécia chegou ao extremo de decidir abdicar da sua esquadra oceânica - desfazendo-se de todos os seus contratorpedeiros e fragatas - substituindo-a, inteiramente, por flotilhas de torpedeiros e de pequenas embarcações de ataque rápido. Esta doutrina foi também seguida pela Argentina e Chile, nas águas confinadas dos inúmeros canais, estreitos e fiordes da Patagónia, bem como  pela República Popular da China, nos seus diversos estuários e mares confinados. Ainda hoje, a China mantém os torpedeiros da Classe Huchuan para defesa fluvial e costeira.
As embarcações deste tipo são ainda operadas por diversas marinhas e guardas costeiras para policiamento das suas águas territoriais contra contrabandistas, traficantes de droga e traficantes de armas. Embarcações rápidas armadas, muitas vezes com a assistência de aeronaves de patrulha marítima, são utilizadas para interdição e abordagem a embarcações rápidas hostis, potencialmente armadas, muitas vezes indistinguíveis, à distância, de embarcações costeiras legítimas.